# Robert Loe
Robert "Rob" Loe (Leicester, 5 augustus 1991) is een Brits-Nieuw-Zeelands professioneel basketbalspeler.
Hij is ook international voor het nationale basketbalteam van Nieuw-Zeeland. Hij heeft ook een Engels paspoort.

## Jeugd
Robert Loe werd geboren in het Engelse Leicester, maar groeide op in Auckland in Nieuw-Zeeland. Hier speelde hij tijdens zijn midelelbaar mee met het schoolteam, Westlake Boys High School. Hier hielp hij de ploeg tweemaal naar de nationale titel en werd tweemaal bekroond tot Westlake Sportsman of the Year met.een gemiddelde van 19.5 punten, 12.3 rebounds en 3.7 assists, terwijl hij 63 procent van zijn shots op het veld binnenschoot. Hij kreeg ook de titel van ASB college sport sportsman of the Year in 2009 en de ASB college sport Basketballer of the Year award in 2008 en 2009, terwijl hij voor drie jaar op rij benoemd werd tot Westlake's Most Outstanding Basketball player benoemd.
In april 2010 werd hij geselecteerd voor het World Select Team dat meedeed op het Nike Hoop Summit van 2010

## College Carrière

### Saint Louis Billikens
Loe ging uiteindelijk studeren in Amerika aan de Universiteit van Saint Louis waar hij ook voor het universiteitsteam uitkwam. 
In zijn frehsman jaar bij Saint Louis behaalde Loe een gemiddelde van 6.7 punten en 3.5 rebounds per wedstrijd. Hij speelde dat seizoen, op een wedstrijd na, alle wedstrijden voor de Billikens waarvan hij 18 keer een basisplaats had. In dat seizoen maakte hij ook 20 blocks. Hiermee was hij nummer zeven op de lijst van freshman spelers ooit op de Saint Louis University.
In zijn tweede jaar was hij een van de drie Billikens spelers die elke wedstrijd in de basis mocht beginnen. Hij werd ook derde in zijn team qua aantal driepunters. Hij maakte er dat seizoen 34. Hij werd, met 17 blocks, ook derde bij het aantal blocks in het team. Loe behaalde een gemiddelde van 5.2 punten en 2.9 rebounds per wedstrijd. Hiermee hielp hij de Billikens richting het 2012 NCAA Toernooi.
In zijn derde jaar was hij wederom een van de 3 Billikens spelers die 35 wedstrijden mocht start. Loe werd gedeeld 3de in het aantal driepunters met een aantal van 29. Dat seizoen lag zijn gemiddelde op 7.0 punten en 3.4 rebounds per wedstrijd.
In zijn senior jaar startte hij alle 34 wedstrijden en werd het team zijn nummer één qua aantal blocks met een aantal van 41. Het 10de meeste in een seizoen bij Saint Louis University. In zijn carrière bij de Billikens maakte hij 88 blocks, goed voor nummer acht op de all-time lijst van het aantal blocks. 
Zijn gemiddelden waren dat seizoen 10.3 punten en 5.7 rebounds per wedstrijd.

## Professionele Carrière
Na zijn universiteitscarrière hoopte hij om gedraft te worden voor een carrière in de NBA. Helaas werd hij niet gedraft in de NBA draft van 2014.
Loe vertegenwoordigde wel de Golden State Warriors gedurende de NBA Summer League van 2014.
Na de NBA Summer League besloot hij een professionele carrière uit te bouwen buiten de Verenigde Staten.
Zo tekende hij op 9 september 2014 een contract voor het seizoen 2014-15 bij het Griekse K.A.O.D. B.C.
Op 7 februari 2015 scoorde hij een seizoenrecord van 22 punten in de gewonnen wedstrijd tegen Rethymo Aegean.
In zijn 26 gespeelde wedstrijden voor K.A.O.D. haalde hij een gemiddelde van 7.3 punten, 4.8 rebounds en 1.2 assists per wedstrijd.
Op 26 juli 2015 verliet Loe zijn team in Griekenland en tekende hij een contract voor het seizoen 2015-2016 bij het Belgische Limburg United.
In de volgende jaren speelde hij bij ploegen in Australië, Nieuw-Zeeland en Japan.

## Nationale ploeg Nieuw-Zeeland
Loe kwam als 17-jarige uit voor het nationale jeugdteam van Nieuw-Zeeland op het FIBA wereldkampioenschap onder-19 van 2009 in Nieuw-Zeeland. Ondank dat hadden de jeugdige Tall Blacks het moeilijk en eindigde op een teleurstellende 13de plaats. Loe nam qua statistieken wel de leiding binnen zijn ploeg. Hij had dat toernooi een gemiddelde van 18.8 punten en 7 rebounds per wedstrijd.
Door zijn sterke prestatie op het wereldkampioenschap onder-19 werd Loe geselecteerd voor de nationale ploeg van Nieuw-Zeeland, de Tall Blacks, voor het FIBA Oceanisch kampioenschap van 2009. Met zijn 18 jaar was Loe de jongste speler van het toernooi. Hij kwam toen echter niet van de bank af.
In juni 2012 werd hij opgenomen in de selectie van de Tall Balcks voor het kwalificatietoernooi voor de Olympische Spelen.
In augustus 2014 werd hij opgenomen in de selectie voor het FIBA wereldkampioenschap basketbal van 2014.
Nadat hij de Tall Blacks geholpen had om de Stanković Cup 2015 te winnen, speelde Loe in twee FIBA-wedstrijden tijdens het Oceanische kampioenschap tegen Australië midden-augustus. 
Nieuw-Zeeland verloor de twee wedstrijden. Loe scoorde 10 punten verspreid over beide wedstrijden.